# Hugo Bosch

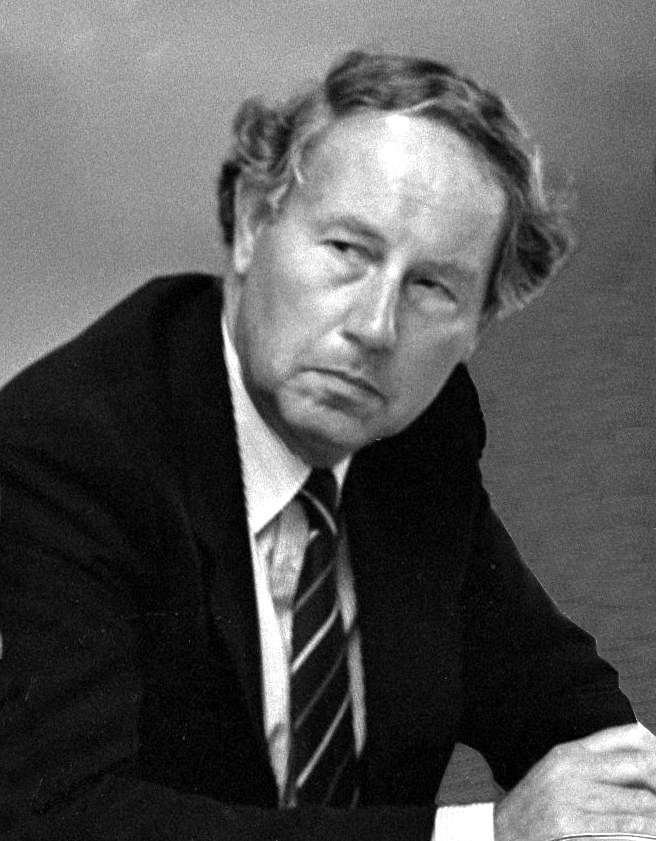
Prof. dr. H. Bosch, 1984

Hugo Bosch (Amsterdam, 18 maart 1929 - Den Haag, 15 maart 1989) was een Nederlands ingenieur, organisatieadviseur en hoogleraar bedrijfskunde aan de Erasmus Universiteit Rotterdam.
Bosch studeerde af in de civiele techniek in 1951 aan de Technische Hogeschool Delft en volgde de Interacademiale Opleiding Organisatiekunde van het Sioo. In 1990 is hem door de Faculteit der Sociale Wetenschappen aan de Erasmus Universiteit Rotterdam postume een doctorstitel verleend voor zijn proefschrift "Beleidsvrijheid en doelmatigheid".
Bosch werkte sinds zijn studie als organisatieadviseur. In de jaren 1960 was hij tevens docent aan het Sioo. In 1971 werd hij hoogleraar bedrijfskunde aan het Interuniversitair Instituut voor Bedrijfskunde en de afdeling der Werktuigbouw van de Technische Hogeschool te Delft, waarbij hij in 1973 de intreerede sprak getiteld "Organisatie van de productie op micro- en macroniveau." Collega's in die tijd waren onder andere Piet van Berkel, Harry ter Heide, Peter Kaufmann en Jo van Nunen. In 1984 ging het Interuniversitair Instituut voor Bedrijfskunde op in de Erasmus Universiteit Rotterdam. Tot zijn dood in 1989 bleef hij hier hoogleraar. Onder zijn studenten waren Willem Schalk Bosua, Madri Schutte en Hans Strikwerda.
Bosch vervulde verder diverse bestuurlijke functies. Zo was hij in jaren 1970 voorzitter van de Raad van Advies voor Bedrijfsinformatie te Rotterdam. In de jaren 1980 was hij actief bij de European Foundation for Management Development (EFMD) te Brussel.

## Publicaties
- 1959. De noodzaak van research voor uitgeverij en boekhandel; inleiding op de algemene vergadering.
- 1965. Tien jaar Lek-duinwaterleiding. Met Donald Kuenen en H.H. Belgraver.
- 1973. Organisatie van de productie op micro- en macro-niveau. Inaugurele rede. Delftse Universitaire Pers
- 1976. "Bijdrage van de technische wetenschappen aan bedrijfskunde". In: Organisatiewetenschap en praktijk: opstellen op 4 augustus 1975 aangeboden aan Prof. Ir. T. J. Bezemer, hoogleraar aan de Erasmus Universiteit te Rotterdam ter gelegenheid van zijn zeventigste verjaardag. Tammo Jacob Bezemer (red.)
- 1978. Vakbekwaamheid en opleiding van de organisatie-adviseur. Interuniversitaire Interfaculteit Bedrijfskunde.
- 1979. Centraal of Decentraal: organisatorische aspecten binnen en buiten bedrijven. Interuniversitaire Interfaculteit Bedrijfskunde.
- 1981. Micro-elektronica en kwaliteit van arbeid : een post-industriële samenleving tegen wil en dank?. Paper uitgebracht op het symposium 'automatisering en werkgelegenheid', 24 september 1981.
- 1981. Offices and automation ; Study tour Japan 1980 : report. Delft : IIB.
- 1986. Nederlandse investeringen in ontwikkelingslanden. Met O.J. Carmaux en D. Huisman. 's-Gravenhage : Stichting Maatschappij en Onderneming.
- 1990. Beleidsvrijheid en doelmatigheid